# Бигорр (графство)
Гра́фство Биго́рр (фр. comté de Bigorre, оксит. comtat de Bigòrra) — одно из феодальных владений в Южной Франции, выделившееся в IX веке из Васконского герцогства. В его состав входила историческая провинция Бигорр, столицей графства был город Тарб. Графство существовало до 1607 года, кроме периода 1302—1425 годов. На севере оно граничило с графствами Арманьяк и Астарак, на западе — с виконтством Беарн, юге — с Арагоном и на востоке — с графством Комменж. В 1607 году Бигорр был окончательно присоединён к домену короля Франции. В настоящее время территория Бигорра составляет большую часть департамента Пиренеи Верхние.

## История

### Образование графства
Графство Бигорр было образовано в IX веке, выделившись из Васконского герцогства. Хартия Алаона сообщает, что у герцога Васконии Лупа III Сантюля было 2 сына: Сантюль Луп и Донат Луп (ум. 838/865). Аббат Монлезён в своей «Истории Гаскони» писал, что сын императора Людовика Благочестивого король Аквитании Пипин I, в подчинении которого находилась Васкония, предпринял в 819 году поход против Лупа III Сантюля, в результате чего он был свергнут и отправлен в изгнание, а двое его сыновей получили некоторую часть отцовских владений. Сантюль Луп получил Беарн, став родоначальником Беарнского дома, а Донат Луп — Бигорр, став родоначальником Бигоррского дома. В дальнейшем графы Бигорра были верными вассалами императоров Запада, а затем королей Западно-Франкского государства.
Однако, поскольку существуют серьёзные сомнения в достоверности Хартии Алаона, то существуют сомнения в таком происхождении Беарнского и Бигоррского домов. Сеттипани считает, что у Лупа III был единственный сын Луп, который был отцом графа Пальярса и Рибагорсы Рамона I, Унифреда, Дадильдис, жены короля Памплоны Гарсии II Хименеса, и, возможно, Доната Лупа, графа Бигорра. Что до Сантюля, родоначальника Беарнского дома, Сеттипани хотя и указывает на родство его с Гасконским домом, но сомневается в его происхождении от Лупа III.

### Бигорр под управлением первой династии
О правлении первых графов Бигорра известно не очень много. Историки предполагают, что граф Бигорра Донат Луп идентичен Донату, упоминаемому в сочинении Астро́нома (Анонима) «Жизнь императора Людовика». Донат участвовал в 827 году в походе в Испанскую марку для подавления антифранкского восстания Аиссы (Айзона). В последний раз в источниках он упомянут в 838 году. В декабре 865 года он упомянут как умерший, однако ряд историков считает, что во время нападения норманнов на столицу Бигорра, город Тарб, в 844 году, правителем графства был уже его сын и преемник Дато I. После смерти Доната Лупа последовательно правили его 2 сына, Дато I и Луп I, однако подробности их правления неизвестны.
Следующим известным графом Бигорра был Раймон I Дато. Его происхождение точно не известно. Согласно генеалогической реконструкции, которую произвёл Сеттипани, отцом Раймона мог быть Дато II Луп, сын Лупа I. Согласно Кодексу Роды матерью Раймона была Лупа Санчес, незаконная дочь короля Наварры Санчо I Гарсеса.
После смерти графа Гарсии Арно, внука Раймона I, Бигорр унаследовала его дочь Гарсенда, принёсшая графство в приданое своему мужу, Бернару Роже (981—1036/1038), графу Фуа, Кузерана и части Каркассона. Это объединение графств оставалось до его смерти, после чего Бигорр унаследовал старший сын Гарсенды Бернар II.

### Бигорр вXI—XII веке
Первоначально графы Бигорра были вассалами герцогов Гаскони. Однако после присоединения Гаскони к Аквитании с 1062 года графы Бигорра стали фактически независимыми правителями. Кроме того, граф Бернар II к 1060 году составил fors de Bigorre — свод обычаев, которые определяли права знати и графа. Эти законы действовали в графстве и при его преемниках, они позволили укрепить власть графа.
В конце XI века началось сближение графов Бигорра с виконтами соседнего Беарна. А после смерти в 1080 году графа Раймона II, не оставившего сыновей, Бигорр благодаря браку Беатрис I, сестры Раймона, и виконта Беарна Сантюля V Молодого на некоторое времени объединился с Беарном, а также попал в сферу влияния королей Арагона.
После смерти Сантюля в 1090 году его владения оказались вновь разъединены. Бигорр унаследовал его старший сын от второго брака, Бернар III, а Беарн оказался под управлением сына от первого брака, Гастона IV (ум. 1131). Бернар III был ещё несовершеннолетним, поэтому первое время графством управляла его мать, Беатрис. Он умер в 1113 году, не оставив сыновей, после чего графство унаследовал его младший брат, Сантюль II. Он, как и его единокровный брат Гастон IV Беарнский, в 1097 году принял участие в первом крестовом походе, а позже участвовал в Реконкисте. Но, в отличие от Гастона IV, он не смог сохранить самостоятельность Бигорра, вынужденный принести вассальную присягу королю Арагона. Он умер в 1129 году, после чего Бигорр унаследовала его единственная дочь, ставшая последней представительницей ветви. Она вышла замуж за виконта Марсана Пьера, принеся ему в качестве приданого Бигорр. С этого момента на долгое время Бигор и Марсан оказались объединены.
Пьеру, сохранившему Бигорр и после смерти жены, пришлось бороться против мятежных вассалов, в том числе и виконтов Лаведана. Его сыну Сантюлю III для того, чтобы обуздать вассалов, пришлось внести изменения в закон Бигорра. Ему также благодаря браку удалось присоединить Валь-д'Аран. У Сантюля не было сыновей, а единственную дочь Стефанию, наследовавшую отцу в 1178 году под именем Беатрис III, он для нормализации отношений с графами Комменжа, с которыми велись непрерывные войны, выдал замуж за графа Бернара IV де Комменж.
В 1192 году Бернар выслал жену и единственную дочь от этого брака Петронеллу (Перенелль) де Комменж (ум. 1251), сохранив Бигорр и Марсан за собой. Однако вмешался король Арагона Альфонсо II, заставивший Бернара IV передать Бигорр и Марсан Петронелле. Она в 1196 году вышла замуж за Гастона VI (1165—1214), виконт Беарна, Габардана и Брюлуа, в результате чего Бигорр второй раз оказался объединён с Беарном. Однако Пернелла управляла графством самостоятельно, её муж во внутренние дела графства не вмешивался.
В 1208 году был объявлен крестовый поход против катаров. Во владениях Гастона не было катаров. Однако после того, как Симон де Монфор захватил владения многих окситанских дворян, вассалов короля Арагона Педро II, тот решил вмешаться. В 1211 году Гастон напал на Симона, однако это имело катастрофические последствия. Он был лишён аквитанского виконтства Брюлуа, захваченного крестоносцами, а папа отлучил его от церкви, объявив его владения лишёнными сеньора. Только после того, как 12 сентября 1213 года в битве при Мюре погиб Педро II Арагонский, Гастон (который не успел присоединиться к армии Педро и, по этой причине, в битве участия не принял) принёс покаяние папе, который снял с него отлучение. Также Гастону было возвращено Брюллуа. Гастон умер в 1214 году, не оставив детей. Бигорр и Марсан остались во владении его вдовы Петронеллы, вновь оказавшись отъединёнными от Беарна.

### Спор за Бигоррское наследство
Бигорр, в состав которого входила Валь-д'Аран, имел важное стратегическое и экономическое значение, поскольку через него проходили торговые пути через Пиренеи из Франции в Арагон. Поэтому в XIII веке Бигорр не раз оказывался в центре борьбы не только между разными феодалами, но и королями Франции, Англии и Наварры.
Петронелла вскоре после смерти Гастона VI вышла замуж второй раз за арагонского принца Нуньо Санчеса, двоюродного брата покойного Педро II Арагонского. Однако после гибели Педро II самым могущественным феодалом в регионе оказался Симон IV де Монфор, глава крестового похода против альбигойцев. Не заинтересованный в усилении позиций Арагонского дома, он добился развода Нуньо Санчеса с Петронеллой, на которой женил одного из своих сыновей, Ги II. От этого брака родилось две дочери, старшая из которых, Алиса, стала наследницей графства. Петронелла носила титул графини Бигорра и виконтессы де Марсан, но фактическое управление её владениями оказалось в руках Монфоров. После гибели Ги в 1220 году его брат Амори VII (V) выдал замуж за своего соратника Амори де Ранкона (ум. 1224), сохранив контроль над Бигорром. Только после того, как Петронелла вышла замуж в пятый раз за Бозона де Мата (ум. 1247), сеньора де Коньяк, она смогла с помощью мужа вернуть себе контроль за своими владениями, после чего они навели в них порядок.
В 1232 году Бозон от имени жены предъявил права на Комменж, напав на владения графа Беранара V де Комменж. Бернар V смог сохранить Комменж, однако он был вынужден уступить Петронелле Сен-Годенс и часть Небузана.
В 1230 году Петронелла с согласия Амори де Монфора выдала замуж свою старшую дочь Алису за Журдена Эскиву III (ок.1190—1247), сеньора де Шабанн и де Конфолан. Тогда же было решено, что после смерти Петронеллы Алиса унаследует Бигорр, а недавно родившаяся от брака с Бозоном дочь Мата, которая позже будет выдана замуж за виконта Беарна Гастона VII, должна была унаследовать Марсан.
После смерти Бозона в 1247 году Петронелла удалилась в монастырь, поручив управлять Бигорром Симону V де Монфору, графу Лестера, бывшего сенешаля Гиени. Однако Симон попытался присвоить себе графство, трактовав передачу ему графства в управление как дарение. Чтобы избежать восстания, король Англии Генрих III отозвал Симона с поста сенешаля, назначив на его место Жана I де Грайи, в результате чего после смерти матери в 1251 году Алиса с помощью второго мужа, Рауля де Куртене, и сводной сестры Маты смогла вернуть себе Бигорр.
Алиса умерла в 1255 году. Ей наследовал старший сын от первого брака Эскиват IV де Шабане (ум. 1283). Благодаря женитьбе на Маскарозе II д’Арманьяк (ум. 1256) он управлял некоторое время также графствами Арманьяк и Фезансак, однако этот брак оказался бездетным, и после смерти жены Эскива эти владения потерял. Позже он столкнулся с проблемами наследования и в Бигорре. Сначала он в обход завещания графини Петронеллы попытался присвоить Марсан, владение Маты, сводной сестры матери. Это вызвало вторжение мужа Маты, Гастона VII, виконта Беарна, захватившего Бигорр. Для борьбы с против него Эскива вступил в союз с королём Генрихом III, а также с графом Фуа Роже IV, на дочери которого он женился в 1256 году, после чего война на некоторое время угасла.
Война возобновилась в 1258 году, когда Эскива захватил Кузеран, принадлежавший графу Комменжа. В ответ граф Бернар VI де Комменж напал на Бигорр. Вскоре к войне присоединился и Гастон Беарнский. Для того, чтобы уладить конфликт, Симон V де Монфор попросил Эскиву передать Бигорр под его управление, на что тот ответил согласием, повторив ошибку Петронеллы. После заключения мира Симон отказался вернуть Бигорр. Только после восстания Симона в 1259 году против короля Генриха Эскива с помощью Гастона Беарнского смог отвоевать Бигорр обратно.
Симон V де Монфор погиб в 1265 году. Король Англии конфисковал все его владения, в том числе он унаследовал и претензии на Бигорр. При этом сын Симона V, Симон VI, бежал из Англии в Италию. Нуждаясь в деньгах, он продал свои претензии на Бигорр королю Наварры Тибо II. Пытаясь реализовать свои претензии, Тибо попытался женить своего брата Генриха на Констанции, старшей дочери и наследнице Гастона VII Беарнского, но этот брак расстроил король Англии. Тогда Тибо в 1266 году спровоцировал восстание против Эскивы в Бигорре, однако тому удалось подавить беспорядки. После этого Тибо инициировал судебный процесс за обладание графством Бигорр, который продлился почти полвека.
Борьба за Бигорр возобновилась после смерти Эскивы в 1283 года. Ему наследовала сестра Лора (ум. 1316), однако права на Бигорр предъявил также и Гастон VII Беарнский от имени своей старшей дочери от брака с умершей к этому моменту Матой Констанции, виконтессы де Марсан. Он вторгся в Бигорр, захватив его. В ответ Лора обратилась за помощью к королю Англии Эдуарду I, который, однако, опираясь на конфискованные у Симона V де Монфора права, сам предъявил претензии на графство, велев в 1284 году сенешалю Гиени Жану I де Грайи захватить Бигорр.
После этого Лора обратилась к королю Франции Филиппу IV. В это время рассматривалось одновременно несколько исков о признании прав на Бигорр. Филипп, который благодаря женитьбе на Жанне Наваррской также унаследовал права на Бигорр, счёл это прекрасным поводом для аннексии графства. В 1292 году парижский парламент, опираясь на акт графа Бернара II Бигоррского от 1062 года, постановил признать владельцем графства Бигорр короля Франции. В том же году армия Филиппа захватила Бигорр, который он в 1302 году передал своей жене Жанне. В 1322 году король Карл IV присоединил Бигорр к королевскому домену.

### Восстановление графства

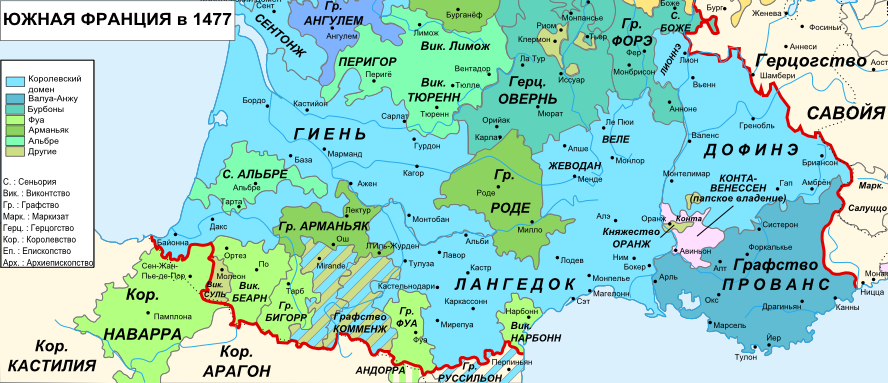
Графство Бигорр на карте Южной Франции 1477 г.

Захват Бигорра королём Франции не прекратил претензии на графство. После смерти в 1310 году Констанции, виконтессы де Марсан, на Бигорр предъявили претензии её две сестры — Маргарита, жена графа Роже Бернара III де Фуа, и Мата, жена графа Жеро VI д'Арманьяк. Их потомки сохраняли права на Бигорр.
В 1360 году по договору в Бретиньи Бигорр отошёл к Англии, однако в 1370 году был вновь отвоёван Францией. В 1415 году Бернар VII д'Арманьяк, глава партии Арманьяков, попытался воспользоваться своим положением, чтобы получить Бигорр, однако неудачно. В 1421 году дофин Карл передал Бигорр графу Жану I де Фуа взамен на переход последнего в свой лагерь. Однако юридически передача была осуществлена только в 1425 году. Таким образом Бигорр оказался объединён с графством Фуа и виконтствами Беарн, Марсан и Габардан, а позже и с королевством Наварра. Посредством браков эти владения перешли сначала в дом Альбре, а в 1572 году — к Генриху де Бурбону, ставшему в 1589 году под именем Генриха IV королём Франции. В 1607 году он окончательно присоединил Бигорр и другие владения к домену короля Франции.

## Список графов Бигорра
Бигоррский дом (IX век—1032/1034)

Герб графов Бигорра

- 819 — 838/865: Донат Луп (ум. 838/865), граф Бигорра
- 838/865 — ок. 870: Дато I (ум. ок. 870), граф Бигорра, сын предыдущего
- ок. 870 — ок. 910: Луп I (ум. ок. 910), граф Бигорра, брат предыдущего
- ок. 910 — ок. 930: Дато II Луп, граф Бигорра (?), сын (?) предыдущего
- ок. 930 — ок. 956: Раймон I Дат (ум. ок. 856), граф Бигорра, сын (?) предыдущего
- ок. 956 — ок.985: Арно (ум. ок. 1000), граф Бигорра (?), сын предыдущего
- ок. 956 или ок. 985 — ок.1000: Луи (ум. ок. 1000), граф Бигорра, брат предыдущего
- ок. 1000—1025/1032: Гарсия Арно (ум. 1025/1032), граф Бигорра, племянник предыдущего
- 1025/1032 — 1032/1034: Герсенда (ум. 1032/1034), графиня Бигорра, дочь предыдущего
муж: Бернар Роже де Фуа (981—1036/1038)

Дом Фуа-Каркассон (1025/1032—1095)
- 1025/1032 — 1034/1038: Бернар I Роже (981—1034/1038), граф де Фуа и де Кузеран с 1012, граф Бигорра с 1025/1032, муж предыдущей
- 1034/1038 — до 1070: Бернар II (ум. до 1070), граф Бигорра с 1036/1038, сын предыдущего
- до 1070—1080: Раймон II (ум. 1080), граф Бигорра, сын предыдущего
- 1080 — после 1095: Беатрис I (ум. после 1095), графиня Бигорра с 1080, дочь предыдущего
муж: Сантюль V Молодой (ум. 1090), виконт Беарна

Беарнский дом (1080—ок. 1148)
- 1080—1090: Сантюль I Молодой (ум. 1090), виконт Беарна (Сантюль V) с 1058, граф Бигорра с 1080, муж предыдущей
- 1090—1113: Бернар III (ум. 1113), граф де Бигорр с 1090, сын предыдущего
- 1113—1129: Сантюль II (ум. 1129), граф де Бигорр с 1113, брат предыдущего
- 1129—ок. 1148: Беатрис II (ум. ок. 1148), графиня де Бигорр с 1129, дочь предыдущего
муж: Пьер (ум. 1163), виконт де Марсан

Марсанский дом (1129—1194)
- 1129—1163: Пьер I (ум. 1163), виконт де Марсан, граф де Бигорр с 1129, муж предыдущей
- 1163—1178: Сантюль III (ум. 1178), виконт де Марсан и граф де Бигорр с 1163, сын предыдущего
- 1178—1194: Беатрис III (Стефания) (ум. после 1194), графиня де Бигорр и виконтесса де Марсан с 1178, дочь предыдущего
1-й муж: с до 1177 Пьер II (ум. 1177/1180), виконт Дакса
2-й муж: с 1180 Бернар IV де Комменж (ум. 1225), граф де Комменж с ок. 1176, граф Бигорра и виконт де Марсан 1180—1194

Комменжский дом (1194—1251)
- 1194—1251: Петронелла (Перенель) де Комменж (ум. 1251), графиня Бигорра и виконтесса де Марсан с 1194, дочь предыдущей и Бернара IV де Комменж
1-й муж: с 1196 Гастон VI (1165—1214), виконт де Беарн, де Габардан и де Брюлуа с 1173, граф Бигорра и виконт де Марсан с 1196
2-й муж: Нуньо Санчес Арагонский (ум. 1241), граф Руссильона и Сердани с 1226 (развод)
3-й муж: с 1216 Ги II де Монфор (ок.1195—1220), граф Бигора и виконт де Марсан с 1216
4-й муж: Аймар де Ранкон (ум. 1224)
5-й муж: с 1228 Бозон де Мата (ум. 1247), сеньор де Коньяк, граф Бигорра и виконт де Марсан с 1228

Дом Монфор-л’Амори (1251—1255)
- 1251—1255: Алиса (ум. 1255), графиня Бигора и виконтесса де Марсан с 1251, дочь предыдущей и Ги II де Монфора
- 1-й муж: с 1234 Журден Эскива III де Шабан (ок. 1190—1247), сеньор де Шабанн и де Конфолан
- 2-й муж: с 1247 Рауль де Куртене (1223—1271), сеньор Ильер-ан-Осеруа

Дом де Шабанэ (1255—1292)
- 1255—1283: Эскива де Шабанэ (ум. 1283), сеньор де Шабанэ и де Конфолан (Эскива IV), граф Бигорра с 1255, граф Арманьяка и Фезансака 1255—1266, сын предыдущей и Журдена Эскивы III де Шабанэ
- 1283—1292: Лора (ум. 1316), дама де Шабан и де Конфолан с 1283, графиня Бигорра 1283—1292

В 1292 году король Франции Филипп IV, воспользовавшись спором за Бигорр между несколькими претендентами, после нескольких судебных процессов аннексировал графство. В 1322 году оно было присоединено к королевскому домену. В 1360 году по договору в Бретиньи Бигорр отошёл к Англии, однако в 1370 году был вновь отвоёван Францией. В 1425 году король Франции Карл VII передал Бигорр графу Жану I де Фуа.
Дом Фуа-Грайи (1425—1517)

Герб объединённых графств Фуа, Бигорр и виконтства Беарн

- 1425—1436: Жан I (1382—1436), граф де Фуа, виконт де Беарн, де Марсан, де Габардан и де Кастельбон, князь-соправитель Андорры с 1412, граф де Бигорр с 1425
- 1436—1472: Гастон II (1423—1472), граф де Фуа (Гастон IV) и де Бигорр, виконт де Беарн (Гастон IX), де Марсан, де Габардан с 1436, виконт де Кастельбон 1425—1462, виконт де Нарбонн 1447—1468, пэр Франции с 1458, сын предыдущего
- 1472—1483: Франциск (Франсуа) Феб (1467—1483), король Наварры с 1479, граф де Фуа и де Бигорр, виконт де Беарн, де Марсан, де Габардан и пэр Франции с 1472, внук предыдущего
- 1483—1517: Екатерина (1470—1517), королева Наварры, графиня де Фуа и де Бигорр, виконтесса де Беарн, де Марсан, де Габардан с 1483, сестра предыдущего
муж: Жан д’Альбре (ок. 1469—1516), король Наварры

Альбре (1517—1572)

Герб королей Наварры из дома Альбре

- 1517—1555: Генрих I (1503—1555), король Наварры (Генрих II) с 1517, граф Перигора и виконт Лиможа с 1516, граф де Фуа и де Бигорр, виконт де Беарн и де Марсан с 1517, сеньор д’Альбре с 1522, герцог д’Альбре с 1550, граф д’Арманьяк с 1527, сын предыдущей
- 1555—1572: Жанна (1528—1572), королева Наварры (Хуанна III), графиня де Фуа и де Бигорр, виконтесса де Беарн и де Марсан, герцогиня д’Альбре с 1550, дочь предыдущего

Бурбоны (1572—1607)
- 1572—1607: Генрих II де Бурбон (1553—1610), король Наварры (Генрих III), граф де Фуа и де Бигорр, виконт де Беарн и де Марсан, герцог д’Альбре с 1572, король Франции (Генрих IV) с 1589, сын предыдущей